# Фукс, Карл Фёдорович
Карл Фёдорович Фукс (нем. Karl Friedrich Fuchs; 18 сентября 1776 — 24 апреля (6 мая) 1846) — медик, ботаник, этнограф, историк, археолог и нумизмат. Заслуженный профессор и ректор Казанского университета.

## Биография

### До переезда в Россию
Карл Фукс родился 18 сентября 1776 года в Герборне (Нассау, Германия). Помимо него в семье было 20 детей.
Первоначальное образование получил в родительском доме. В 1793 году Фукс поступил в Герборнскую академию, в которой его отец — Иоган Фридрих Фукс — был профессором богословия и ректором; там он слушал лекции по различным медицинским наукам. Продолжил медицинское образование во время двухлетнего пребывания в Гёттингенском университете. В 1798 году получил степень доктора медицины и хирургии в Марбургском университете, защитив диссертацию, посвящённую изложению учёных трудов и заслуг Андреа Чезальпино, известного натурфилософа эпохи Возрождения. В ней он утверждал о невозможности быть хорошим врачом без основательного и широкого общего образования.
После защиты диссертации Фукс в течение двух лет занимался медицинской практикой на родине, а в 1800 году отправился в Российскую империю и некоторое время работал в Санкт-Петербурге врачом. В 1801 году предпринял длительное путешествие в восточную Россию с естественнонаучными, преимущественно ботаническими целями.
По утверждению ректора Казанского университета Николая Никитича Булича, знавшего Карла Фукса лично и составившего подробную его биографию, тот, кроме своего родного немецкого языка, в совершенстве владел английским, французским и итальянским языком и хорошо освоил русский.

### Работа в Казанском университете
По возвращении в Санкт-Петербург, 4 сентября 1805 года К. Ф. Фукс был назначен ординарным профессором естественной истории и ботаники в недавно созданный Императорский Казанский университет. Это назначение произошло по рекомендации министра народного просвещения и попечителя Московского учебного округа М. Н. Муравьёва, находившегося в постоянных сношениях с Гёттингенскими учёными, среди которых имя молодого Фукса пользовалось уже заслуженной славой (по другой версии, Фукс, побывав в Казани, сам вернулся в Петербург с прошением назначить его в новый университет).
Преподавание вёл первоначально на французском, но уже по русскому переводу «Руководства по естественной истории» своего гёттингенского профессора Блюменбаха. Благодаря изучению им русского языка он располагал к себе студентов (первое время в университете было много профессоров-иностранцев, а лекции читались, в основном, по-немецки, по-французски и по-латыни). В программу обучения Фукса входили также прогулки со студентами для сбора на природе растений и насекомых. С. Т. Аксаков, например, подробно и с увлечением описал в «Семейной хронике» и «Воспоминаниях», как он вместе со своим товарищем по университету В. И. Панаевым ловил бабочек и учился расправлять их и сушить под руководством Фукса.
Тогда же Фуксом был разбит при университете ботанический сад.
С 1812 года Фукс открыл также врачебную практику. Зная, что простолюдины относятся с предубеждением к аптечным медикаментам, он лечил их по возможности домашними средствами и имел для этого у себя большой запас лекарственных трав (запас постоянно пополнялся приношениями его пациентов-крестьян, выражение «благодарности» от которых он допускал только в виде сбора нужных ему лекарственных растений).
В 1818 году был принят в Казани М. П. Баратаевым в масонство, был членом симбирской ложи «Ключа к добродетели».
После отъезда в Дерптский университет профессора Эрдмана, Фукс с 11 января 1818 года перешёл на кафедру патологии, терапии и клиники, с 1819 года возглавлял университетскую клинику и после смерти профессора Брауна на него дополнительно возложено чтение лекций по анатомии, физиологии и судебной медицине.
С 1820 по 1823 год был деканом отделения (факультета) врачебных наук, а 9 мая 1823 года был назначен на один год ректором университета; 12 января 1825 года переназначен на эту должность ещё на три года, в каковой должности оставался до 25 августа 1827 года, когда ректором стал Н. И. Лобачевский, тайным голосованием выбранный на эту должность 3 мая.
Время его ректорства характеризуется упадком учебного заведения из-за деятельности попечителя Казанского учебного округа М. Л. Магницкого, фактически руководившего, хоть и удалённо, университетом после ревизии 1819 года — до 1826 года, уволив большое число профессоров. В то же время, в 1824 году был перестроен ректорский дом, а в 1825 году архитектором П. Г. Пятницким было возведено новое здание университета (ныне — это главный корпус университета).
По инициативе Фукса в 1829 году был приобретён земельный участок у озера Кабан для закладки более крупного ботанического сада площадью 6,7 га. Ныне — это Казанский зооботанический сад.
В 1833 году вышел в отставку заслуженным профессором университета.

## Филантропство
Когда в 1816 году в Казани открылся местный комитет Императорского человеколюбивого общества, Фукс был избран в его члены-попечители. Он обязался вносить в кассу ежегодно по 50 рублей и бесплатно лечить всех бедных, состоящих в ведении попечительства. Н. Н. Булич свидетельствовал о его филантропстве:

При обширной своей практике, при том всеобщем уважении, которым он пользовался за своё знание дела и действительное множество счастливых случаев излечения, Фукс мог бы нажить большое состояние, но он принадлежал к редким и в ту пору врачам бескорыстным, не жалел для бедняков своего времени, и ту плату, которую он часто неохотно брал с людей зажиточных, раздавал людям неимущим.

## Научные исследования
С самого своего приезда в Казань Карл Фукс обращает внимание на её санитарное положение и кладёт начало изучению Поволжья в медико-топографическом отношении. С 1812 года он начинает печатать в редактируемых им «Казанских известиях» краткие заметки о показаниях барометра и термометра, о направлении и свойствах ветров, о болезнях, господствовавших в Казани, а также и свои наблюдения о прилёте птиц, о появлении бабочек, растительности.
Не менее важны в научном отношении исследования Фукса в областях этнографии, археологии и истории Поволжья. Он изучает религиозные обряды, праздники, обычаи и семейную жизнь народов Казанской губернии.
Пользуясь уважением в татарском обществе и большим влиянием в качестве врача в домах татар, он присутствовал при таких обрядах, зрелище которых обычно недоступно для посторонних. Он — единственный, кого, вопреки религиозным представлениям, допускали к больным женщинам-татаркам. Высшим выражением доверия была его медицинская печать с надписью «Табиб Фукс» («Врач Фукс»). Результаты своих изучений казанских татар Фукс изложил, главным образом, в двух монографиях: «Краткая история города Казани» (начала печататься в «Казанских известиях» в 1817 году; отдельные оттиски разных вариантов этой книги издавались до середины XIX века) и «Казанские татары в статистическом и этнографическом отношениях» (Казань, 1844).
Граф М. М. Сперанский, проездом через Казань из Пензы в Сибирь, куда он был назначен генерал-губернатором, посетил Фукса и оставил в своём дневнике такую характеристику:

Профессор один, Фукс — чудо! Многообразность его познаний. Страсть и знание татарских медалей. Знание его в татарском и арабском языке. Благочестивый и нравственный человек. Весьма деятелен. Большое его влияние на татар по медицине.— Корф М. А. Жизнь графа Сперанского: в 2-х томах. — СПб.: Императорская Публичная библиотека, 1861. — Т. II. — C. 190.
В деле изучения чувашей и черемисов (марийцев) помогала жена (А. А. Фукс), разъезжающая по чувашским и черемисским деревням, чтобы собрать необходимые материалы. Он указывал ей о чём следовало спрашивать, на что обращать внимание, а сам дополнял потом труд своей жены — «Записки о чувашах и черемисах» — заметками, составленными на основании литературных источников, личных наблюдений и статистических материалов.
Фукс исследовал также удмуртов (устар. рус. «вотяки») и мордву. Имея возможность наблюдать удмуртов во время частых поездок в имение тётки своей жены, он, вероятно, готовил о них статью для печати, но не успел её написать; появились лишь письма его жены «Поездка к вотякам Казанской губернии». Для ознакомления с мордовским бытом Карл Фукс ездил в Чистопольский уезд. Он напечатал свои заметки о мордве в «Журнале Министерства внутренних дел» в 1839 году.
Изучая современный ему быт татар и записывая их предания, Фукс обращал внимание и на вещественные памятники, а потому стал собирать монеты и рукописи.
За короткое время Карл Фукс приобрёл замечательную коллекцию древних восточных монет. Известный ориенталист Френ, незадолго до своего отъезда из Казани, занимался исследованием и приведением в порядок этого собрания, которое, по его словам, было составлено «с достохвальною ревностию и с успехом необыкновенно счастливым».
С 1819 года готовился издать первую книгу о российских монетах «Краткое описание российских монет, находящихся в Минц-кабинете доктора и профессора Фукса», но после выхода книги А. Д. Черткова в 1834 году, отказался от этого намерения.
В 1823 году нумизматическая коллекция Фукса была выкуплена Казанским университетом для образованного при нём музея. В следующие годы Карл Фукс продолжал собирать редкие монеты и неустанно пополнял минералогическую, ботаническую и зоологическую (главным образом энтомологическую) коллекции музея, как собственными трудами, так и выпиской разных предметов из-за границы. В 1850 году нумизматическая коллекция музея университета была вывезена в Санкт-Петербург.
В 1823 году совершил путешествие на Урал. Результатом этой поездки, кроме коллекции минералов, явилось несколько статей, напечатанных в «Казанском вестнике». В них говорится о топографических особенностях края, его растительном и «неисчерпаемом» минеральном богатстве и организации Уральского горного промысла. В своей работе «О болезнях горнозаводских рабочих Урала» Фукс одним из первых заговорил о необходимости изучения и лечения профессиональных заболеваний и улучшении социальных условий рабочих.
В его обширной библиотеке были собраны почти все сочинения иностранцев, путешествовавших по России, а также много сочинений по российской истории, топографии и этнографии. Ему удалось приобрести значительное количество не только русских и татарских рукописей, но даже раскольничьих, благодаря близости с раскольничьим начётчиком и разными старицами скитов.
По свидетельству Н. Н. Булича:

Он собирал их рукописи, старопечатные книги, не имея никаких других целей, кроме учёного любопытства. Мало того, в те тёмные годы, когда раскольников подозрительно преследовали, Фукс был, вероятно, единственным в губернии ходатаем за них. Пользуясь уважением властей, он не раз заступался за них и помогал им, даже в их кровном деле. Мы знаем это по лежащим перед нами письмам Фукса.
Известно, что Фукс обращался к губернатору Б. А. Мансурову за разрешением списать копии с грамот и актов, находящихся в Казанском губернском правлении, но был принят очень грубо и не получил никакого определённого ответа. В сентябре 1815 года в Казани произошёл сильный пожар, во время которого архив древних актов погиб, потому что начальство не распорядилось заблаговременно его вывезти (архив сгорел на третий день пожара).
В 1830 году, во время «первой холеры», Фукс лечил очень успешно как в Казани, так и в других городах Поволжья. Он напечатал в «Казанском вестнике» свои наблюдения о ходе болезни и о способах её лечения, применённых как им, так и другими врачами, о санитарных мероприятиях и обо всём, что могло послужить материалом для дальнейших исследований по этому вопросу.
Будучи деканом врачебного отделения университета он написал несколько руководств по практической медицине на русском и татарском языках.
Был награждён в 1819 году орденом Святого Владимира 4-й степени, а в 1824 году — орденом Святой Анны 2-й степени и в 1826 году — алмазными украшениями к этому ордену.
В 1842 году, вскоре после большого пожара, начавшегося вблизи дома Фукса и сильно его взволновавшего, с Фуксом сделался первый апоплексический удар, а весной 1846 года он тяжело заболел.
Смерть Карла Фукса, последовавшая 24 (12) апреля 1846 года, прервала его обширную работу. Весть о ней быстро разнеслась по городу. Как свидетельствуют современники, провожать Карла Фёдоровича в последний путь шла огромная масса людей:

«Не только на улице, но и в окнах домов, на заборах и крышах видны были люди, следившие за похоронной процессией. Особенно же внимание привлекли густые толпы татар, которые шли без шапок».

## Семья
В 1821 году 44-летний К. Ф. Фукс женился на казанской дворянке Александре Андреевной Апехтиной (ок.1793 — 1853), племяннице поэта Г. П. Каменева. Его супруга в течение четверти века была хозяйкой литературного салона в Казани и была знакома с Е. А. Боратынским, И. В. Киреевским, Н. М. Языковым, Э. П. Перцовым и М. Д. Деларю.
Благодаря разностронней и просветительской деятельности семья Фуксов стала центром интеллигентной Казани. Их дом посещали заезжие в Казань учёные и литераторы: А. Гакстгаузен, М. А. Кастрен, А. Гумбольдт, А. С. Пушкин.

## Память
Через 50 лет после смерти Карла Фукса, 24 апреля 1896 года, казанская городская дума приняла решение увековечить его память. На могиле К. Ф. Фукса в лютеранской части Арского кладбища был установлен надгробный памятник, а 11 мая 1896 года на высоком берегу Казанки («Козьем бугре») был заложен «Фуксовский сад». В декабре 1896 года Поперечно-Тихвинскую улицу, расположенную рядом с немецким приходом лютеран, по Высочайшему повелению императора переименовали в Фуксову.
В советское время улице Фукса присвоили имя Галиаскара Камала, а название сада было забыто.
В 1996 году в Казани отмечали 220 лет со дня рождения Карла Фукса. Его имя со 2 октября было присвоено бывшей улице Городецкого, а также скверу («Фуксовскому садику») на берегу Казанки, где 11 декабря 1996 года в честь него установили памятник (скульпторы: Андрей Балашов, Игорь Козлов).
В 1997 году дом профессора Фукса, расположенный на перекрёстке современных улиц Московской и Галиаскара Камала, был признан памятником истории и архитектуры, объектом культурного значения Республики Татарстан. Он считается исторической достопримечательностью Казани, но вплоть до настоящего времени находится в аварийном состоянии. В июне 2011 года в нём произошёл очередной пожар, после чего горожане начали сбор средств на его восстановление.
Согласно постановлению Кабинета министров Татарстана на доме Фукса в 1996 году установлена мемориальная доска на татарском, русском и немецком языках:

«Бу йортта 1812—1846 елларда Казан шәhәренең мактаулы кешесе, Казан университетының атказанган профессоры КАРЛ ФУКС яшәде hәм иҗат итте»
«В этом доме в 1812—1846 гг. жил заслуженный профессор Казанского университета, почетный гражданин Казани КАРЛ ФУКС»
«Hier lebte und wirkte von 1812—1846 KARL FUCHS, Verdienter Professor der Kasaner Universität Ehrenburger der Stadt Kasan»